# Ishwardi
Ishwardi är en ort i Bangladesh.   Den ligger i provinsen Rajshahi, i den centrala delen av landet, 140 km väster om huvudstaden Dhaka. Ishwardi ligger 19 meter över havet och antalet invånare är 81 995.
Terrängen runt Ishwardi är mycket platt. Ishwardi är det största samhället i trakten.
Trakten runt Ishwardi består till största delen av jordbruksmark. Runt Ishwardi är det mycket tätbefolkat, med 2 103 invånare per kvadratkilometer.